# Максимализм
Максимализм ― направление в современном искусстве, характеризующееся эстетикой избыточности. Представляет собой реакцию на минимализм. Главная идея максимализма может быть обобщена в формуле «чем больше, тем лучше» ― в отличие от минималистского девиза «чем меньше, тем лучше». 

## Музыка
Ричард Тарускин использует термин «максимализм» для характеристики модернизма периода с 1890 по 1914 годы, особенно в немецкоязычных регионах. Он определяет максимализм как «радикальное усиление средств для достижения общепринятых или традиционных целей». Эта точка зрения, однако, оспаривается на том основании, что Тарускин использует термин просто как «пустой знак», который наполнен «рядом музыкальных особенностей ― большой оркестровкой, мотивной и гармонической сложностью и т. д. ― в общем, всё то, что типично для модернизма». Термин «максимализм» широко использовался в середине 1960-х годов применительно к русским композиторам того же периода, который выделял Тарускин. К современному максимализму относят творчество Дэвида А. Джаффе, Эдгара Вереза, Чарльза Айвса и Фрэнка Заппы. Альбом «My Beautiful Dark Twisted Fantasy» Канье Уэста (2010) также был назван критиками максималистским. 

## Изобразительное искусство
Считается, что в изобразительном искусстве к направлению максимализма можно отнести творчество Джулиана Шнабеля и Дэвида Салле. Максимализм в живописи обязан своему рождению бурному развитию неоэкспрессионизма в конце 1970-х годов и предшествовавшему широкому распространению минимализма. 
Говоря о содержании максимализма, Шарлотта Риверз отмечает, что он «прославляет богатство и изобилие в графическом дизайне», характеризуется различными украшениями, чувственностью, роскошью и фантазией. Среди максималистов Риверз отмечает британских художников Кама Танга и Джулию Верховен. Максимализм в живописи получил распространение и в Китае во второй половине XX века: среди ключевых представителей данного течения выделяют такие имена, как Чао Кай, Динь Йи, Гу Десин и Ли Хуашень.   